# プリガット

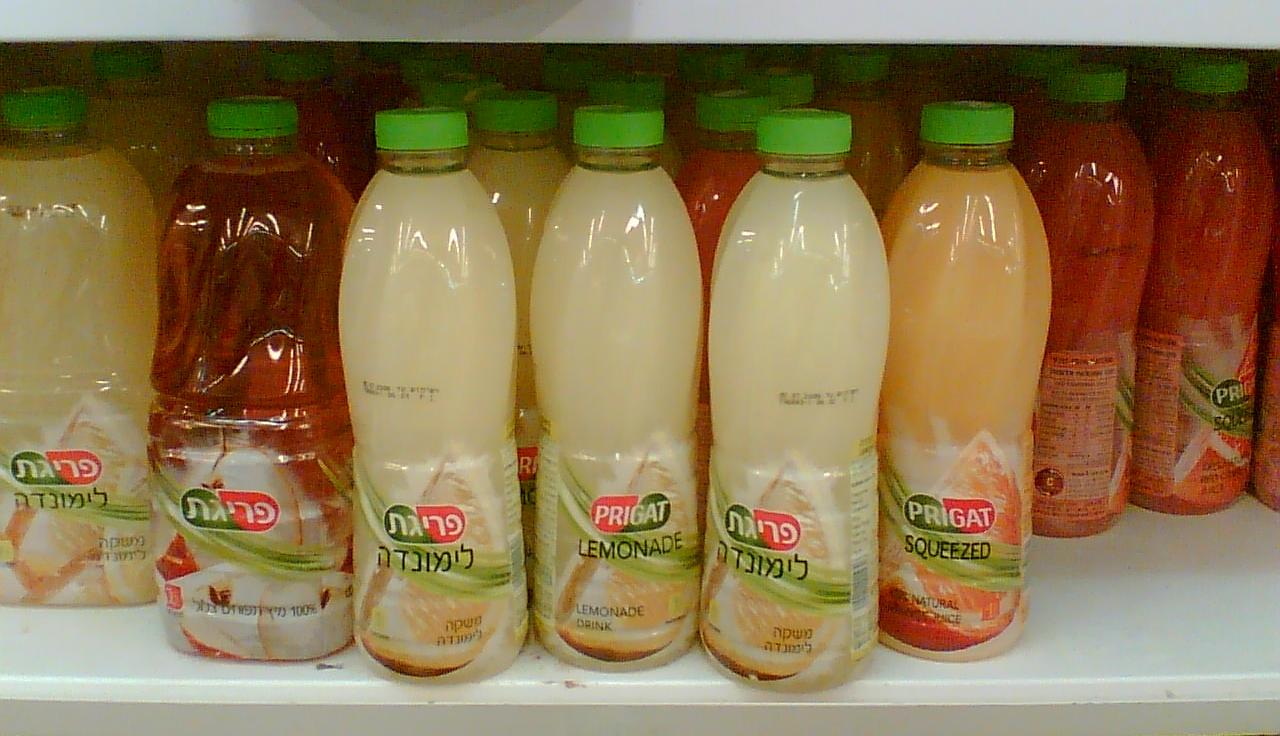
プリガットの製品群

プリガット（ヘブライ語: פריגת、英語: Prigat）とは、イスラエルにおいてよく消費されているジュースである。本製品はガット・フーズ社などによって生産され、ハデラ近郊の2つのギヴアット・ハイムというキブツに本社がある。プリガットはイスラエルのジュース市場において第二の規模である。

## 歴史
- 1940年－ギヴアット・ハイム・キブツの指導者たちは果物や野菜の缶詰工場を建設することを決定しプリガットを創設。
- 1941年－同工場は「ガット」という名称であり、ジャム、トマト・ピューレ、アップルソースの生産を開始。
- 1943年－パレスチナに駐留していた英軍は775,000本の瓶詰のシロップを発注。
- 1947年－同工場は機械的にジュースを抽出することを開始。
- 1957年－プリガットはブリキ缶に詰められたトウモロコシの販売を開始。
- 1958年－当時は外相であったゴルダ・メイールは、イスラエル国外市場向けの「ジャッファ・チャンピオン」という商標を付与。
- 1959年－同工場はピーナッツ工場を創設。そのピーナッツ工場は後にプリガットのジュース部門から分離し、現在ではプリガットの経営ではない。
- 1962年－同社の冷凍ジュースならびに野菜部門を創設。
- 1972年－ガットは1971年度の最優秀輸出業者賞を受賞。
- 1976年－6オンスの冷凍ジュースや野菜用ボックス用のプラスチック工場を創設。
- 1977年－「プリガット」という商標が同社の冷凍食品部門で初めて利用された。
- 1982年－プリガットのジュース用生産ラインを設立。
- 1993年－プリガットはルーマニアにおける販売を開始。
- 1995年－プリガットの圧搾ジュース用生産ラインを設立。
- 2003年－プリガットはイスラエル・ビール醸造所と合併。